# Hans Spiertz

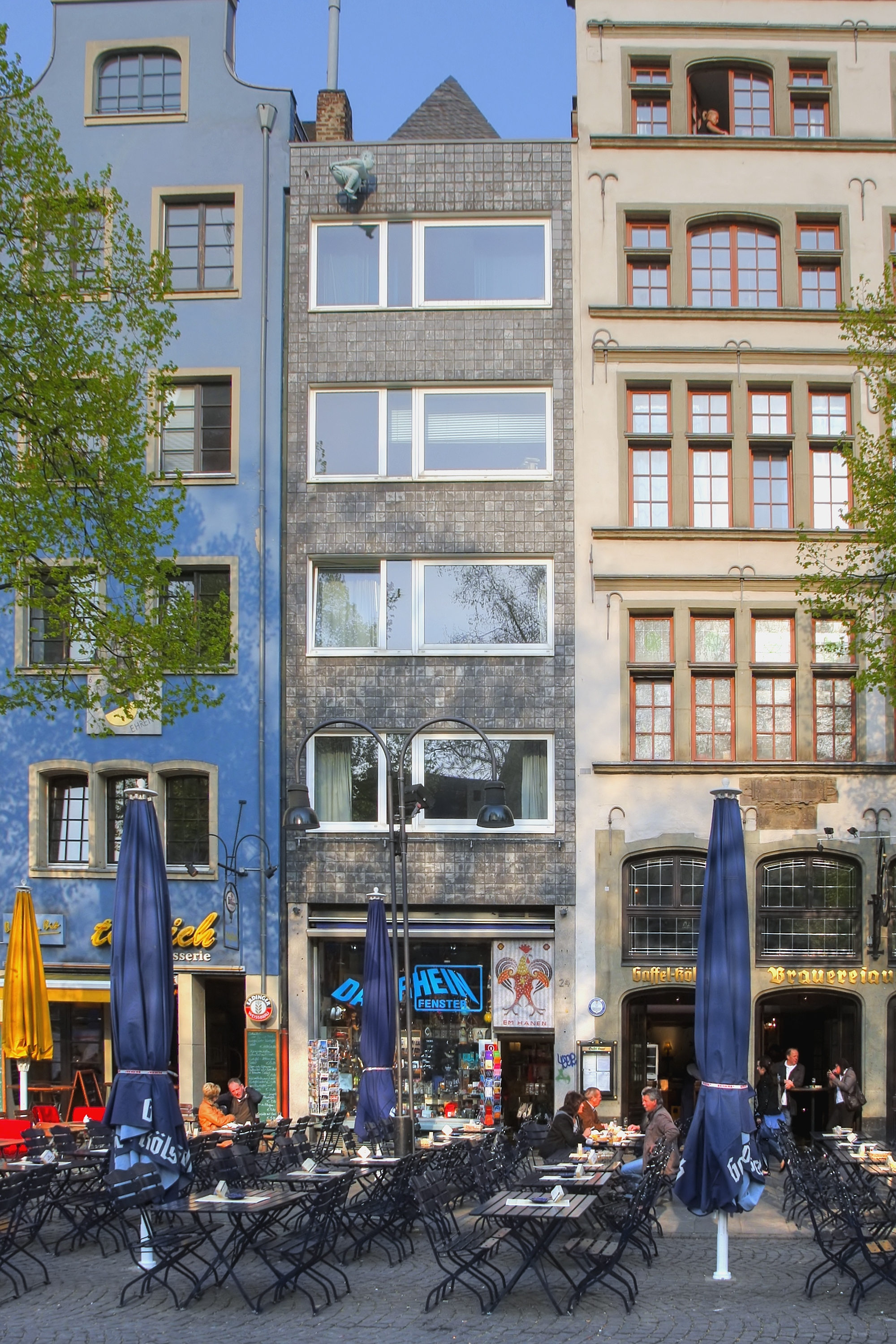
Haus Em Hanen in Köln

Hans Spiertz (* 11. Januar 1924 in Köln; † 14. Juni 1968 ebenda) war ein deutscher Architekt, der in Köln lebte und arbeitete.
Zu seinen wichtigsten Bauten zählt der Neubau des Westfälischen Landesmuseums in Münster. In einem Architektenwettbewerb konnte er sich 1959 mit seinem Entwurf durchsetzen. Die Umsetzung verzögerte sich jedoch aus finanziellen Gründen. Eine Eröffnung der permanenten Dauerausstellung im Neubau erfolgte erst 1974. Er starb am 14. Juni 1968 im Alter von 44 Jahren aus einer intensiven beruflichen Tätigkeit als Architekt. Nach seinem Tod übernahm das Architekturbüro Kösters + Balke in Münster die Fortführung des Museumsbaus.

## Werk
- 1958–1959: Haus „Em Hahnen“ in Köln, Alter Markt 24 (zusammen mit Hans Schilling)
- 1959: Wettbewerbsentwurf für das Westfälische Landesmuseum Münster (prämiert mit dem 1. Preis; Ausführung bis 1974 durch Kösters + Balke)
- 1966: Sportpark in Baesweiler (mit Landschaftsarchitekt V. Calles)